# Bulbophyllum betchei
Bulbophyllum betchei é uma espécie de orquídea (família Orchidaceae) pertencente ao gênero Bulbophyllum. Foi descrita por Ferdinand von Mueller em 1881.